# Datenstation

Prinzipskizze zur Verbindung zweier PCs (Datenstationen) mittels Modem (DÜ-Einrichtung / DCE) über das Telefonnetz

Eine Datenstation (DST, englisch Terminal oder Station) ist in der Datenübertragung die Einheit aus Datenübertragungseinrichtung (DÜE, zum Beispiel ein Modem) und Datenendeinrichtung (DEE, zum Beispiel ein PC). Sie bildet mit mindestens einer weiteren Datenstation ein Datenübertragungssystem.

## Bestandteile

Schematische Einteilung der Datenstation nach DIN 44302 (1966)

Die Datenstation besteht nach DIN 44302 aus
- der Datenendeinrichtung (DEE) (englisch Data Terminal Equipment – DTE) und
- der Datenübertragungseinrichtung (DÜE) (englisch Data Communication Equipment – DCE).